# Форано
Фора̀но (на италиански: Forano) е малко градче и община в Централна Италия, провинция Риети, регион Лацио. Разположено е на 218 m надморска височина. Населението на общината е 3102 души (към 2010 г.).